# Франкфурт (Франкфурт-на-Одері)
«Франкфурт» (нім. 1. FC Frankfurt) — німецький футбольний клуб з Франкфурта-на-Одері. Він був заснований у Лейпцизі (НДР) в 1951 році під назвою «Форвертс» (Лейпциг) (нім. Vorwärts Leipzig), втім вже в 1953 році переїхав до Східного Берліна і грав там до 1971 року під назвою «Форвертс» (Берлін), вигравши за цей час шість чемпіонств та два Кубка НДР. З 1971 року клуб грав у Франкфурті-на-Одері, спочатку як «Франкфурт» (Одер), а пізніше як «Вікторія '91 Франкфурт» (нім. FC Victoria '91 Frankfurt) та «Франкфуртер Вікторія» (нім. Frankfurter FC Viktoria).
1 липня 2012 року був об'єднаний з клубом «Айнтрахт» (Франкфурт-на-Одері), створивши новий клуб «Франкфурт» (Франкфурт-на-Одері).

## Історія
1951 року був заснований футбольний клуб «Форвертс» (Лейпциг) (нім. Vorwärts Leipzig), який був частиною східнонімецької військової спортивної асоціації «Форвертс», і відразу було включено до Оберліги, вищого дивізіону НДР.

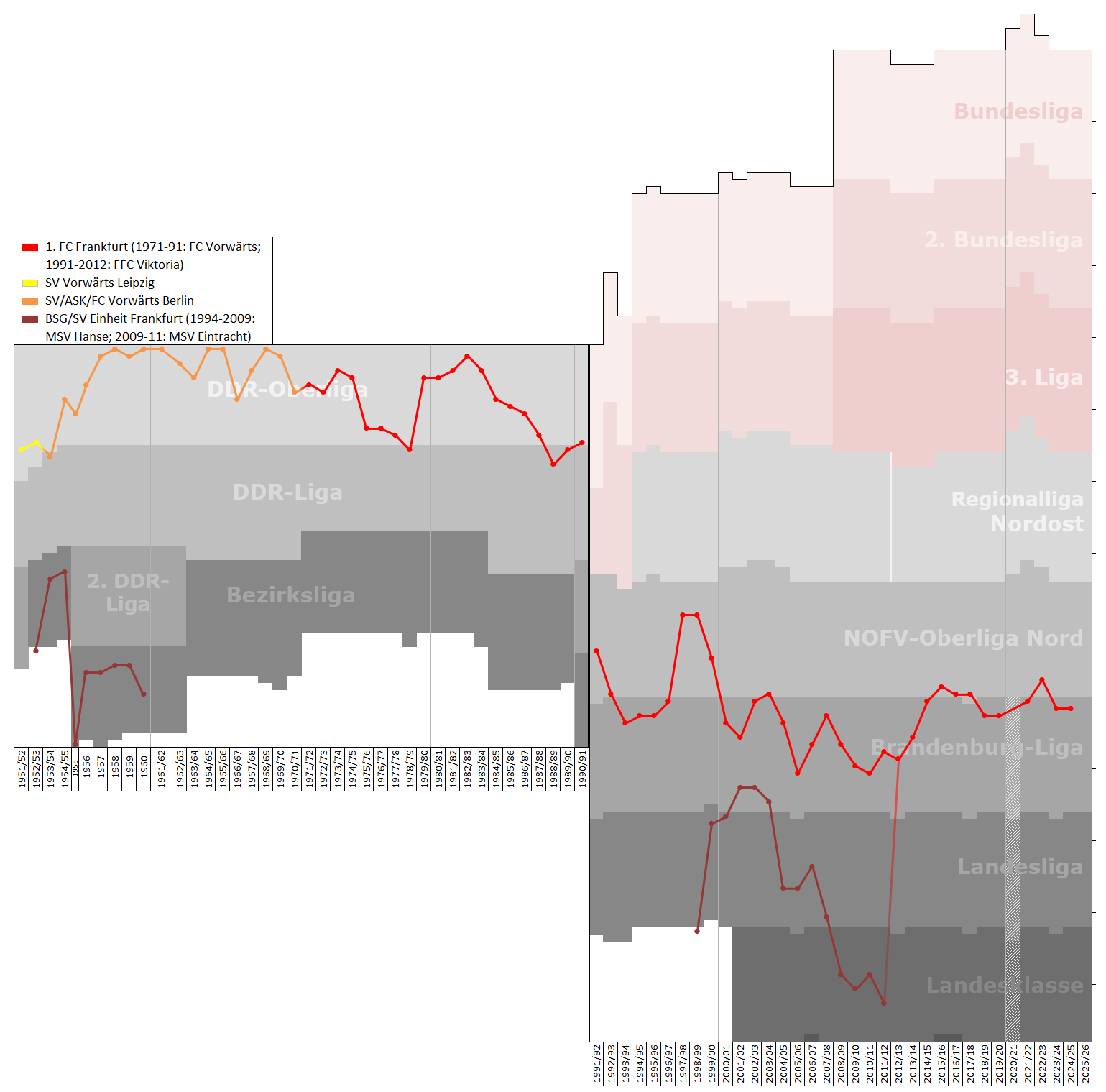
Статистика виступів у чемпіонатах

У 1953 році клуб вилетів з вищого дивізіону і переїхав у Східний Берлін, щоб поліпшити імідж берлінського футболу. Багато гравців берлінських клубів в той час покинули НДР і перебрались в Західний Берлін або в ФРН. Розміщенням армійського клубу політичне керівництво НДР хотіло запобігти витоку кадрів.
У 1954 році клуб був перейменований в «ASK Vorwärts Berlin». Під цією назвою клуб повернувся в Оберлігу. Починається «золотий час» клубу, яка шість разів стала чемпіоном НДР (1958, 1960, 1962, 1965, 1966, 1969) та двічі володарем Кубка НДР (1954, 1970) У 1965 році клуб знову був перейменований, в цей раз в FC Vorwärts Berlin.
Успіх команди не сподобався міністру з держбезпеки НДР Еріху Мільке, який очолював спортивний союз органів безпеки НДР і не хотів конкуренції своєму дітищу БФК «Динамо» (Берлін). Він домігся витіснення суперника, який був набагато популярнішим, ніж його команда. 31 липня 1971 в Міністерстві оборони було прийнято рішення про «делегування» клубу в окружне місто Франкфурт-на-Одері з отриманням нової назви. Після цього почався поступовий занепад клубу, а «Динамо» стало головним столичним клубом і одним з лідерів футболу країни.

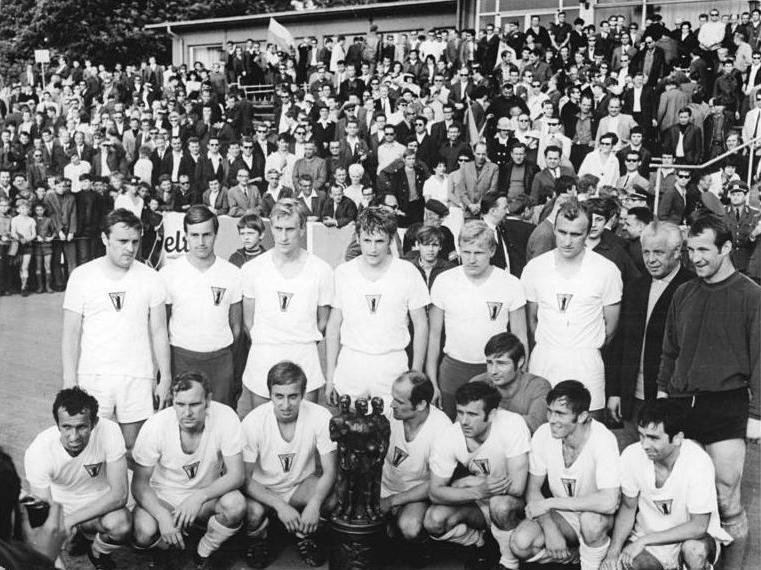
«Форвертс» (Берлін) після здобуття Кубка НДР 1970 року.

З об'єднанням Німеччини в 1990 році клуб втратив підтримку армії і 7 лютого 1991 року отримав нову назву — «Вікторія '91 Франкфурт» (нім. FC Victoria '91 Frankfurt). У останньому сезоні Оберліги 1990/91 клуб зайняв останнє 14 місце, через що отримав місце лише у третьому за рівнем дивізіоні об'єднаного чемпіонату Німеччини, де провів кілька сезонів, потім потрапив до четвертої ліги, а пізніше і до п'ятої.
1 липня 2012 року «Вікторія» об'єдналася з клубом «Айнтрахт» (Франкфурт-на-Одері), створивши новий клуб «Франкфурт» (Франкфурт-на-Одері). Метою злиття мало стати повернення клубу з Франкфурта-на-Одері у середньостроковій перспективі до вищих німецьких ліг. Наприкінці сезону 2014/15 відбувся перший успіх — команда вийшла до Оберліги, п'ятого за рівнем дивізіону Німеччини. Втім вже 2018 року команда вилетіла назад до Ландесліги.

## Назва клубу

Логотип клубу «Вікторія» (Франкфурт) у 1992—2012 роках.

| Дата             | Повна назва                                                       | Коротка назва                                           |
| ---------------- | ----------------------------------------------------------------- | ------------------------------------------------------- |
| 2 серпня 1951    | Sportvereinigung Volkspolizei Vorwärts Leipzig                    | «Форвертс» (Лейпциг) (нім. SV VP Vorwärts Leipzig)      |
| 27 квітня 1952   | Sportvereinigung Vorwärts der Hauptverwaltung Ausbildung Leipzig  | «Форвертс» (Лейпциг) (нім. SV Vorwärts der HVA Leipzig) |
| 2 листопада 1952 | Sportvereinigung Vorwärts der Kasernierten Volkspolizei Leipzig   | «Форвертс» (Лейпциг) (нім. SV Vorwärts der KVP Leipzig) |
| 3 квітня 1953    | Sportvereinigung Vorwärts der Kasernierten Volkspolizei Berlin    | «Форвертс» (Берлін) (нім. SV Vorwärts der KVP Berlin)   |
| 27 вересня 1953  | Zentraler Sportklub Vorwärts der Kasernierten Volkspolizei Berlin | «Форвертс» (Берлін) (нім. ZSK Vorwärts der KVP Berlin)  |
| 7 березня 1954   | Zentraler Sportklub Vorwärts Berlin                               | «Форвертс» (Берлін) (нім. ZSK Vorwärts Berlin)          |
| 31 жовтня 1956   | Zentraler Armeesportklub Vorwärts Berlin                          | «Форвертс» (Берлін) (нім. ZASK Vorwärts Berlin)         |
| 1 лютого 1957    | Armeesportklub Vorwärts Berlin                                    | «Форвертс» (Берлін) (нім. ASK Vorwärts Berlin)          |
| 18 січня 1966    | Fußballclub Vorwärts Berlin                                       | «Форвертс» (Берлін) (нім. FC Vorwärts Berlin)           |
| 14 серпня 1971   | FC Vorwärts Frankfurt (Oder)                                      | «Форвертс» (Франкфурт) (нім. FC Vorwärts Frankfurt)     |
| 7 лютого 1991    | FC Victoria '91 Frankfurt (Oder)                                  | «Вікторія '91» (нім. FC Victoria 91)                    |
| 29 серпня 1992   | Frankfurter FC Viktoria 91                                        | «Вікторія '91» (нім. FFC Viktoria 91)                   |
| 1 липня 2012     | 1. FC Frankfurt (Oder) E.V.                                       | «Франкфурт» (нім. 1. FC Frankfurt)                      |

## Статистика

### Виступи в чемпіонатах НДР
| Ліга | Сезон   | Місце   | Очки  | Голи  |
| ---- | ------- | ------- | ----- | ----- |
| ОЛ   | 1951/52 | 15 (19) | 30:42 | 57:60 |
| ОЛ   | 1952/53 | 14 (17) | 30:34 | 49:56 |
| Ліга | 1953/54 | 01      | 43:9  | 79:28 |
| ОЛ   | 1954/55 | 08      | 26:26 | 43:46 |
| ОЛ   | 1955    | 10      | 10:16 | 26:28 |
| ОЛ   | 1956    | 06      | 26:26 | 41:41 |
| ОЛ   | 1957    | 02      | 33:19 | 45:22 |
| ОЛ   | 1958    | 01      | 38:14 | 50:24 |
| ОЛ   | 1959    | 02      | 35:17 | 49:24 |
| ОЛ   | 1960    | 01      | 41:11 | 73:28 |
| ОЛ   | 1961/62 | 01      | 50:28 | 69:49 |
| ОЛ   | 1962/63 | 03      | 31:21 | 41:34 |
| ОЛ   | 1963/64 | 05      | 26:26 | 45:36 |
| ОЛ   | 1964/65 | 01      | 37:15 | 51:24 |
| ОЛ   | 1965/66 | 01      | 34:18 | 44:27 |
| ОЛ   | 1966/67 | 08      | 26:26 | 43:34 |
| ОЛ   | 1967/68 | 04      | 26:26 | 34:29 |
| ОЛ   | 1968/69 | 01      | 34:18 | 47:28 |
| ОЛ   | 1969/70 | 02      | 32:20 | 43:34 |
| ОЛ   | 1970/71 | 07      | 26:26 | 38:44 |

| Ліга | Сезон   | Місце | Очки  | Голи  |
| ---- | ------- | ----- | ----- | ----- |
| ОЛ   | 1971/72 | 05    | 27:25 | 33:36 |
| ОЛ   | 1972/73 | 07    | 25:27 | 54:46 |
| ОЛ   | 1973/74 | 04    | 34:18 | 48:27 |
| ОЛ   | 1974/75 | 05    | 26:26 | 37:31 |
| ОЛ   | 1975/76 | 12    | 20:32 | 41:57 |
| ОЛ   | 1976/77 | 12    | 21:31 | 23:36 |
| ОЛ   | 1977/78 | 13    | 15:37 | 19:35 |
| Liga | 1978/79 | 01    | 40:04 | 77:06 |
| ОЛ   | 1979/80 | 05    | 30:22 | 41:40 |
| ОЛ   | 1980/81 | 05    | 31:21 | 58:40 |
| ОЛ   | 1981/82 | 04    | 33:19 | 56:39 |
| ОЛ   | 1982/83 | 02    | 34:18 | 56:29 |
| ОЛ   | 1983/84 | 04    | 33:19 | 56:36 |
| ОЛ   | 1984/85 | 08    | 22:30 | 41:38 |
| ОЛ   | 1985/86 | 09    | 25:27 | 37:35 |
| ОЛ   | 1986/87 | 10    | 21:31 | 23:32 |
| ОЛ   | 1987/88 | 13    | 21:31 | 33:43 |
| Liga | 1988/89 | 03    | 43:25 | 59:33 |
| Liga | 1989/90 | 01    | 53:15 | 80:30 |
| ОЛ   | 1990/91 | 14    | 13:39 | 29:54 |

### Виступи в чемпіонатах Німеччини
| Сезон     | Ліга                     | Місце | Голи  | Очки  |
| --------- | ------------------------ | ----- | ----- | ----- |
| 1991/92   | Oberliga Nordost Nord    | 11.   | 53:62 | 33:35 |
| 1992/93   | Oberliga Nordost Nord    | 17.   | 43:82 | 20:44 |
| 1993/94   | Verbandsliga Brandenburg | 04.   | 65:38 | 45:15 |
| 1994/95   | Verbandsliga Brandenburg | 03.   | 79:25 | 43:17 |
| 1995/96   | Verbandsliga Brandenburg | 02.   | 87:21 | 69    |
| 1996/97   | Verbandsliga Brandenburg | 01.   | 89:22 | 72    |
| 1997/98   | Oberliga Nordost Nord    | 05.   | 40:33 | 46    |
| 1998/99   | Oberliga Nordost Nord    | 05.   | 45:32 | 50    |
| 1999/2000 | Oberliga Nordost Nord    | 11.   | 50:48 | 39    |
| 2000/01   | Verbandsliga Brandenburg | 04.   | 48:30 | 53    |
| 2001/02   | Verbandsliga Brandenburg | 06.   | 59:36 | 50    |
| 2002/03   | Verbandsliga Brandenburg | 01.   | 71:25 | 64    |
| 2003/04   | Oberliga Nordost Nord    | 19.   | 40:74 | 25    |
| 2004/05   | Verbandsliga Brandenburg | 04.   | 54:29 | 53    |
| 2005/06   | Verbandsliga Brandenburg | 11.   | 49:45 | 40    |
| 2006/07   | Verbandsliga Brandenburg | 07.   | 50:44 | 48    |
| 2007/08   | Brandenburg-Liga         | 03.   | 61:44 | 53    |
| 2008/09   | Brandenburg-Liga         | 07.   | 37:43 | 38    |
| 2009/10   | Brandenburg-Liga         | 10.   | 41:45 | 39    |
| 2010/11   | Brandenburg-Liga         | 11.   | 32:36 | 31    |
| 2011/12   | Brandenburg-Liga         | 08.   | 44:50 | 35    |
| 2012/13   | Brandenburg-Liga         | 09.   | 42:44 | 44    |
| 2013/14   | Brandenburg-Liga         | 06.   | 69:48 | 47    |
| 2014/15   | Brandenburg-Liga         | 01.   | 76:40 | 62    |
| 2015/16   | Oberliga Nordost Nord    | 15.   | 31:77 | 21    |
| 2016/17   | Oberliga Nordost Nord    | 16.   | 30:80 | 14    |
| 2017/18   | Oberliga Nordost Nord    | 16.   | 38:72 | 25    |
| 2018/19   | Brandenburg-Liga         |       | :     |       |

### Виступи у єврокубках
| Сезон   | Турнір                       | Раунд | Опонент                 | Вдома | Виїзд | Загальний    |
| ------- | ---------------------------- | ----- | ----------------------- | ----- | ----- | ------------ |
| 1959/60 | Кубок європейських чемпіонів | Кв.   | Вулвергемптон Вондерерз | 2–1   | 0–2   | 2–3          |
| 1960/61 | Кубок володарів кубків       | Кв.   | Руда Гвезда (Брно)      | 2–1   | 0–2   | 2–3          |
| 1961/62 | Кубок європейських чемпіонів | Кв.   | Лінфілд (Белфаст)       | 3–0   | w/o   | –            |
| 1961/62 | Кубок європейських чемпіонів | 1/8   | Рейнджерс               | 1–2   | 1–4   | 2–6          |
| 1962/63 | Кубок європейських чемпіонів | Кв.   | Дукла (Прага)           | 0–3   | 0–1   | 0–4          |
| 1965/66 | Кубок європейських чемпіонів | Кв.   | Драмкондра              | 3–0   | 0–1   | 3–1          |
| 1965/66 | Кубок європейських чемпіонів | 1/8   | Манчестер Юнайтед       | 0–2   | 1–3   | 1–5          |
| 1966/67 | Кубок європейських чемпіонів | Кв.   | Вотерфорд Юнайтед       | 6–0   | 6–1   | 12–1         |
| 1966/67 | Кубок європейських чемпіонів | 1/8   | Гурник (Забже)          | 2–1   | 1–2   | 3–3, 1–3 (N) |
| 1969/70 | Кубок європейських чемпіонів | 1Р    | Панатінаїкос            | 2–0   | 1–1   | 3–1          |
| 1969/70 | Кубок європейських чемпіонів | 1/8   | Црвена Звезда           | 2–1   | 2–3   | 4–4, в.г.    |
| 1969/70 | Кубок європейських чемпіонів | 1/4   | Феєнорд                 | 1–0   | 0–2   | 1–2          |
| 1970/71 | Кубок володарів кубків       | 1Р    | Болонья                 | 0–0   | 1–1   | 1–1, в.г.    |
| 1970/71 | Кубок володарів кубків       | 1/8   | Бенфіка                 | 2–0   | 0–2   | 2–2, k: 5–3  |
| 1970/71 | Кубок володарів кубків       | 1/4   | ПСВ                     | 1–0   | 0–2   | 1–2          |
| 1974/75 | Кубок УЄФА                   | 1Р    | Ювентус                 | 2–1   | 0–3   | 2–4          |
| 1980/81 | Кубок УЄФА                   | 1Р    | Балліміна Юнайтед       | 3–0   | 1–2   | 4–2          |
| 1980/81 | Кубок УЄФА                   | 2Р    | Штутгарт                | 1–2   | 1–5   | 2–7          |
| 1982/83 | Кубок УЄФА                   | 1Р    | Вердер                  | 1–3   | 2–0   | 3–3, г.в.    |
| 1983/84 | Кубок УЄФА                   | 1Р    | Ноттінгем Форест        | 0–1   | 0–2   | 0–3          |
| 1984/85 | Кубок УЄФА                   | 1Р    | ПСВ                     | 2–0   | 0–3   | 2–3          |

## Досягнення
- Чемпіон НДР (6): 1958, 1960, 1962, 1965, 1966, 1969
- Володар Кубка ОСНП з футболу (2): 1954, 1970